# Arte espírita
Arte espírita é uma manifestação cultural dos espíritas que se propõem a aliar os princípios e valores éticos e morais do Espiritismo às manifestações artísticas em geral, por meio da arte-educação, a serviço do bem e do belo. A Arte Espírita traduz os postulados espíritas em seu conteúdo, na finalidade e na intenção que inspirou o processo criativo e na nascente do coração que se propõe a servir. A Arte Espírita tem por objetivo a divulgação da Doutrina Espírita, aliada ao entretenimento e à educação, à luz do Consolador prometido pelo Cristo.
algumas citações: 
“Assim como a arte cristã sucedeu à arte pagã, transformando-a, a arte espírita será o complemento e a transformação da arte cristã.” Allan Kardec – Obras Póstumas “O Espiritismo irá depurar a arte que conhecemos e esta arte, depurada, será aquela inspirada nos ensinamentos da Doutrina Espírita”. [...] Espírito Rossini – Obras Póstumas 
“[...] Oh! Sim, o Espiritismo terá influência sobre a música! Como poderia não ser assim? Seu advento transformará a arte, depurando-a. Sua origem é divina, sua força o levará a toda parte onde haja homens para amar, para elevar-se e para compreender. Ele se tornará o ideal e o objetivo dos artistas. Pintores, escultores, compositores, poetas irão buscar nele suas inspirações e ele lhas fornecerá, porque é rico, é inesgotável”. “Toda gente reconhece a influência da música sobre a alma e sobre o seu progresso. Mas, a razão dessa influência é em geral ignorada. Sua explicação está toda neste fato: que a harmonia coloca a alma sob o poder de um sentimento que a desmaterializa.”  Espírito Rossini – Obras Póstumas
O impulso criativo do ser, que deseja buscar o Cristo, construindo a sua transformação moral, alicerçado nos conteúdos espíritas, provoca manifestações artísticas as mais diversas. Essas manifestações culminaram no surgimento de um segmento novo de trabalhadores espíritas, conscientes dos objetivos de sensibilização, evangelização, 4 divulgação doutrinária, entretenimento e terapia, além de se observar a importância da utilização da arte como poderosa ferramenta pedagógica. 
A Arte Espírita, na sua finalidade precípua de transformação interior, pode ser apresentada nos mais diversificados meios de comunicação tanto no meio espírita, quanto fora dele, alcançando a mídia, praças, palcos de auditórios, universidades, teatros, etc.
Atualmente, o Brasil é o país que abriga a maior quantidade de artistas e de produções de arte espíritas. A Associação Brasileira de Artistas Espíritas conta hoje com mais de 200 associados.

## Arte mediúnica
As primeiras expressões artísticas identificadas com a doutrina espírita surgem em 1858, pouco após o lançamento de O Livro dos Espíritos. Observa-se nesse primeiro período uma forte identificação entre arte e mediunidade. Já na Revista Espírita de agosto daquele ano, consta a reprodução de um desenho intitulado A casa do Profeta Elias, em Júpiter. A peça é do teatrólogo espírita Victorien Sardou, que a atribuiu ao espírito do ceramista francês Bernard Palissy. Três meses depois, o periódico publica relatos sobre um médium pintor norte-americano, identificado como E. Rogers. Já a edição de dezembro de 1858 traz o primeiro de uma série de textos que preencheriam ao longo dos anos a seção Poesia Espírita da revista. Trata-se do poema O despertar de um Espírito, atribuído ao espírito Jodelle, numa possível referência ao poeta francês Étienne Jodelle.
No ano seguinte, a arte mediúnica chega ao campo da música. A edição de maio de 1859 da Revista traz uma matéria sobre o fragmento de uma sonata atribuída ao espírito de Mozart, pelo médium Bryon-Dorgeval. Em 1860, Kardec utiliza pela primeira vez a expressão arte espírita, propondo-a como o terceiro elemento de uma tríade formada também pela arte pagã e pela arte cristã. Já nesse enunciado inicial, o sistematizador da doutrina parece mais propenso a uma arte inspirada pelo espiritismo do que a obras atribuídas a espíritos. Mesmo assim, nos anos seguintes só haveria registros esparsos de uma produção artística não-mediúnica entre os espíritas.

## A arte dos espíritas
Em 1862, há o primeiro registro de uma obra de arte espírita não atribuída a espíritos. O poema O Vento, apresentado na Revista Espírita de fevereiro daquele ano como uma fábula espírita, é do francês que se identifica como C. Dombre, de Marmande. O texto usa como epígrafe uma frase de Kardec e consiste numa metáfora sobre a difusão do espiritismo. Em setembro, sai o poema Peregrinações da alma de B. Jolly, herborista de Lyon, e, em outubro, nova fábula poética de C. Dombre, intitulada A Abóbora e a Sensitiva.
Em fevereiro de 1864, circula em Paris o romance A Lenda do Homem Eterno, do escritor francês Armand Durantin. O autor, que não era espírita, desenvolveu uma trama na qual um homem conhece o espiritismo após o falecimento da esposa, e acaba por se descobrir médium. Kardec critica a obra por incorreções nas referências espíritas. Apesar disso, destaca o valor da iniciativa, aparentemente pioneira..
Dois meses depois, o francês Jean de la Veuze publica A Guerra ao Diabo e ao Inferno, a imperícia do diabo, o diabo convertido, uma sátira à tese de que o espiritismo seria um instrumento diabólico para encaminhar pessoas ao inferno. Quase simultaneamente, o espírita V. Toumier lança Cartas aos Ignorantes, filosofia do bom senso, uma síntese poética dos princípios contidos em O Livro dos Espíritos.
Ainda naquele ano, em outubro, o quadro Cena do interior de camponeses espíritas participa de exposição na cidade francesa de Anvers. Não há registro sobre a autoria da peça, que retrata uma sessão mediúnica numa casa no campo.

## Fatos
- 2007, Criação da Associação Brasileira de Artistas Espíritas, Abrarte
- 2009, Lançamento do Núcleo de Audiovisual Espírita (NAVE), Goiânia (GO). com o objetivo produzir materiais audiovisuais com temática espírita, incentivar a criação de grupos com este interesse, e promover mostras de vídeos com temática espírita.
- 2011, 1º Festival de Cinema Transcendental, em Brasília, coordenação de Lucas de Pádua
- 2016, Lançamento do Programa Arte Espírita na FEBTV e do site www.artespirita.com.br para divulgação da Arte Espírita por meio do Arte audiovisual, responsável Cleiton Freitas